# Mirfield
Mirfield är en ort och civil parish i Storbritannien.   Den ligger i storstadsdistriktet Kirklees i grevskapet West Yorkshire och riksdelen England, i den centrala delen av landet, 260 km norr om huvudstaden London. Mirfield ligger 47 meter över havet och antalet invånare är 18 800.
Terrängen runt Mirfield är huvudsakligen platt, men västerut är den kuperad. Mirfield ligger nere i en dal. Runt Mirfield är det tätbefolkat, med 947 invånare per kvadratkilometer. Närmaste större samhälle är Leeds, 16,8 km nordost om Mirfield. Runt Mirfield är det i huvudsak tätbebyggt.